# 庫斯胡魯蓬塔山
10°15′54″S 77°16′30″W / 10.26500°S 77.27500°W
庫斯胡魯蓬塔山（Kushuru Punta），是秘魯的山峰，位於該國北部安卡什大區，由卡哈凱區和卡哈馬爾基利亞區負責管轄，屬於安地斯山脈的一部分，海拔高度4,800米。